# Jolly

Carta del jolly

Il jolly o matta è una carta da gioco. Nei mazzi di carte internazionali ci sono due jolly per ogni mazzo (in genere uno rosso e uno nero, in base al segno a cui si riferisce) Quindi se il jolly è di colore rosso sarà attribuito il valore di cuori o quadri, altrimenti se è nero sarà attribuito i fiori o le picche. Tradizionalmente, la carta del jolly rappresenta un giullare.
In molti giochi di carte (per esempio nella scala quaranta, ma anche nel dernier e nel burraco, ma non nel poker), il jolly può essere giocato in sostituzione di una qualsiasi carta specifica richiesta dalle regole in un certo contesto di gioco. In altri giochi può avere caratteristiche diverse, ma quasi sempre gli è associata qualche eccezione importante alle regole generali del gioco, in genere in senso positivo (il jolly fornisce qualche vantaggio speciale al giocatore), più raramente in senso negativo (nella variante inglese dell'Uomo nero (Old Maid), perde chi termina il gioco con il jolly in mano).
In molti altri giochi di carte (Cucù, Sette e mezzo, ecc.), dove vengono usate quelle con i semi italiani (denari, coppe, bastoni e spade) viene usata come "matta" il re (10) di denari.

## Storia
Il jolly nasce negli Stati Uniti nel XIX secolo. La carta era inizialmente chiamata "The Best Bower", e più tardi "The Little Joker" oppure "The Jolly Joker", ossia il "gioioso giullare". In inglese la carta è rimasta nota quindi col solo nome di "Joker" (il giullare), mentre "Jolly" ne è diventato il nome italiano. La scelta del giullare come figura è chiaramente da correlarsi alle altre figure, che rappresentano ruoli di corte. La motivazione di questa scelta probabilmente è legata a due fattori; da una parte, il giullare suggerisce l'idea di un'alternativa rispetto alle regole standard del gioco (il giullare era l'unico personaggio che avesse il potere di deridere il re e in generale di comportarsi in modo anomalo rispetto alle regole di etichetta). Dall'altra, il jolly si può storicamente ricondurre alla figura del matto (o del folle o follo) presente in diversi mazzi di carte antichi e ancora oggi presente nei tarocchi.

## Significati metaforici
In molti giochi non di carte l'immagine del jolly è stata ripresa, associata sempre a uno speciale vantaggio concesso a un giocatore. Due esempi in questo senso sono Giochi senza frontiere (in cui la squadra che dichiarava di voler "giocare il jolly" in una certa prova aveva diritto a raddoppiare i punti ottenuti con quella prova) e Rischiatutto (dove le caselle del tabellone che rappresentavano un jolly fornivano un punto "franco" al giocatore, che evitava per quel turno di dover rispondere a una domanda del quiz).
In molti altri contesti, il termine jolly viene usato metaforicamente per indicare qualcosa che può sostituirsi liberamente ad altro o anche, in linea generale, per indicare una opportunità extra, una chance in più. In informatica, per esempio, i metacaratteri nelle espressioni regolari vengono talvolta chiamati informalmente "caratteri jolly". Nelle compagnie teatrali, il jolly è colui il quale interpreta un personaggio già assegnato ad un altro attore, nel caso in cui quest'ultimo sia assente per motivi di malattia e simili.
L'avversario di Batman, il Joker, riprende nell'aspetto e personalità la figura del "jolly" (e non semplicemente quella del giullare).
Nel linguaggio delle fabbriche, ed in generale in ambito lavorativo, il jolly è un operaio o un impiegato polifunzionale addetto allo svolgimento di diversi tipi di lavoro in quanto in possesso di competenze multisettoriali.
Nel calcio e in diversi altri sport di squadra si identifica con jolly un giocatore capace di giocare in più ruoli.